# Tirreno–Adriatico 2018
53. ročník etapového cyklistického závodu Tirreno–Adriatico (oficiálně Tirreno–Adriatico NAMEDSPORT) se konal mezi 7. a 13. březnem 2018 v Itálii. Celkovým vítězem se stal Polák Michał Kwiatkowski z týmu Team Sky. Na druhém a třetím místě se umístili Ital Damiano Caruso (BMC Racing Team) a Brit Geraint Thomas (Team Sky).

## Týmy
Závodu se účastnilo všech 18 UCI WorldTeamů společně se 4 UCI Professional Continental týmy. Každý z 22 týmů přijel se 7 jezdci, na start se celkem postavilo 154 jezdců. Do cíle v San Benedetto del Tronto dojelo 135 jezdců.
UCI WorldTeamy
- AG2R La Mondiale
- Astana
- Bahrain–Merida
- BMC Racing Team
- Bora–Hansgrohe
- EF Education First–Drapac p/b Cannondale
- Groupama–FDJ
- LottoNL–Jumbo
- Lotto–Soudal
- Mitchelton–Scott
- Movistar Team
- Quick-Step Floors
- Team Dimension Data
- Team Katusha–Alpecin
- Team Sky
- Team Sunweb
- Trek–Segafredo
- UAE Team Emirates

UCI Professional Continental týmy
- Gazprom–RusVelo
- Israel Cycling Academy
- Nippo–Vini Fantini–Europa Ovini
- Wilier Triestina–Selle Italia

## Trasa a etapy
Trasa závodu byla odhalena 12. ledna 2018. Do trasy byl zahrnut dojezd ve městě Filottrano jako pocta Michelemu Scarponimu, který zde zemřel o rok dříve v dubnu.
| Etapa         | Datum         | Trasa                                               | Vzdálenost | Typ      | Typ                  | Vítěz               |
| ------------- | ------------- | --------------------------------------------------- | ---------- | -------- | -------------------- | ------------------- |
| 1             | 7. března     | Lido di Camaiore - Lido di Camaiore                 | 21,5 km    |          | Týmová časovka       | BMC Racing Team     |
| 2             | 8. března     | Camaiore - Follonica                                | 172 km     |          | Rovinatá etapa       | Marcel Kittel (GER) |
| 3             | 9. března     | Follonica - Trevi                                   | 239 km     |          | Zvlněná etapa        | Primož Roglič (SLO) |
| 4             | 10. března    | Foligno - Sarnano–Sassotetto                        | 219 km     |          | Horská etapa         | Mikel Landa (ESP)   |
| 5             | 11. března    | Castelraimondo - Filottrano                         | 178 km     |          | Zvlněná etapa        | Adam Yates (GBR)    |
| 6             | 12. března    | Numana - Fano                                       | 153 km     |          | Zvlněná etapa        | Marcel Kittel (GER) |
| 7             | 13. března    | San Benedetto del Tronto - San Benedetto del Tronto | 10 km      |          | Individuální časovka | Rohan Dennis (AUS)  |
| Celková délka | Celková délka | Celková délka                                       | 992,5 km   | 992,5 km | 992,5 km             | 992,5 km            |

## Průběžné pořadí
| Etapa          | Vítěz           | Celkové pořadí     | Bodovací soutěž | Vrchařská soutěž | Soutěž mladých jezdců | Soutěž týmů     |
| -------------- | --------------- | ------------------ | --------------- | ---------------- | --------------------- | --------------- |
| 1              | BMC Racing Team | Damiano Caruso     | neuděleno       | neuděleno        | Fernando Gaviria      | BMC Racing Team |
| 2              | Marcel Kittel   | Patrick Bevin      | Marcel Kittel   | Nicola Bagioli   | Fernando Gaviria      | BMC Racing Team |
| 3              | Primož Roglič   | Geraint Thomas     | Jacopo Mosca    | Nicola Bagioli   | Jaime Rosón           | Team Sky        |
| 4              | Mikel Landa     | Damiano Caruso     | Jacopo Mosca    | Nicola Bagioli   | Tiesj Benoot          | Team Sky        |
| 5              | Adam Yates      | Michał Kwiatkowski | Jacopo Mosca    | Nicola Bagioli   | Tiesj Benoot          | Astana          |
| 6              | Marcel Kittel   | Michał Kwiatkowski | Jacopo Mosca    | Nicola Bagioli   | Tiesj Benoot          | Astana          |
| 7              | Rohan Dennis    | Michał Kwiatkowski | Jacopo Mosca    | Nicola Bagioli   | Tiesj Benoot          | Astana          |
| Konečné pořadí | Konečné pořadí  | Michał Kwiatkowski | Jacopo Mosca    | Nicola Bagioli   | Tiesj Benoot          | Astana          |

## Konečné pořadí
| Legenda | Legenda                           | Legenda | Legenda                                 |
| ------- | --------------------------------- | ------- | --------------------------------------- |
|         | Označuje vítěze celkového pořadí. |         | Označuje vítěze soutěže mladých jezdců. |
|         | Označuje vítěze bodovací soutěže. |         | Označuje vítěze vrchařské soutěže.      |

### Celkové pořadí
| Pořadí | Jezdec             | Tým                                      | Čas         |
| ------ | ------------------ | ---------------------------------------- | ----------- |
| 1      | Michał Kwiatkowski | Team Sky                                 | 25h 32’ 56” |
| 2      | Damiano Caruso     | BMC Racing Team                          | + 24”       |
| 3      | Geraint Thomas     | Team Sky                                 | + 32”       |
| 4      | Tiesj Benoot       | Lotto–Soudal                             | + 1’ 06”    |
| 5      | Adam Yates         | Mitchelton–Scott                         | + 1’ 10”    |
| 6      | Mikel Landa        | Movistar Team                            | + 1’ 13”    |
| 7      | Davide Formolo     | Bora–Hansgrohe                           | + 1’ 15”    |
| 8      | Jaime Rosón        | Movistar Team                            | + 1’ 15”    |
| 9      | George Bennett     | LottoNL–Jumbo                            | + 1’ 16”    |
| 10     | Rigoberto Urán     | EF Education First–Drapac p/b Cannondale | + 1’ 22”    |

### Bodovací soutěž
| Pořadí | Jezdec             | Tým                                      | Body |
| ------ | ------------------ | ---------------------------------------- | ---- |
| 1      | Jacopo Mosca       | Wilier Triestina–Selle Italia            | 33   |
| 2      | Peter Sagan        | Bora–Hansgrohe                           | 30   |
| 3      | Marcel Kittel      | Team Katusha–Alpecin                     | 24   |
| 4      | Adam Yates         | Mitchelton–Scott                         | 24   |
| 5      | Mikel Landa        | Movistar Team                            | 21   |
| 6      | Tiesj Benoot       | Lotto–Soudal                             | 20   |
| 7      | Michał Kwiatkowski | Team Sky                                 | 16   |
| 8      | Primož Roglič      | LottoNL–Jumbo                            | 14   |
| 9      | Rigoberto Urán     | EF Education First–Drapac p/b Cannondale | 13   |
| 10     | Rohan Dennis       | BMC Racing Team                          | 12   |

### Vrchařská soutěž
| Pořadí | Jezdec          | Tým                             | Body |
| ------ | --------------- | ------------------------------- | ---- |
| 1      | Nicola Bagioli  | Nippo–Vini Fantini–Europa Ovini | 35   |
| 2      | Jacopo Mosca    | Wilier Triestina–Selle Italia   | 25   |
| 3      | Dario Cataldo   | Astana                          | 20   |
| 4      | Mikel Landa     | Movistar Team                   | 15   |
| 5      | Rafał Majka     | Bora–Hansgrohe                  | 10   |
| 6      | Adam Yates      | Mitchelton–Scott                | 8    |
| 7      | Steve Morabito  | Groupama–FDJ                    | 8    |
| 8      | Sho Hatsuyama   | Nippo–Vini Fantini–Europa Ovini | 8    |
| 9      | George Bennett  | LottoNL–Jumbo                   | 7    |
| 10     | Kristijan Koren | Bahrain–Merida                  | 7    |

### Soutěž mladých jezdců
| Pořadí | Jezdec               | Tým               | Čas         |
| ------ | -------------------- | ----------------- | ----------- |
| 1      | Tiesj Benoot         | Lotto–Soudal      | 25h 34’ 02” |
| 2      | Jaime Rosón          | Movistar Team     | + 9”        |
| 3      | Miguel Ángel López   | Astana            | + 2’ 21”    |
| 4      | Gianni Moscon        | Team Sky          | + 22’ 06”   |
| 5      | Aleksandr Vlasov     | Gazprom–RusVelo   | + 28’ 24”   |
| 6      | Nikolaj Čerkasov     | Gazprom–RusVelo   | + 32’ 21”   |
| 7      | Clément Venturini    | AG2R La Mondiale  | + 36’ 47”   |
| 8      | Alexis Gougeard      | AG2R La Mondiale  | + 37’ 35”   |
| 9      | Aleksandr Riabušenko | UAE Team Emirates | + 39’ 03”   |
| 10     | Alberto Bettiol      | BMC Racing Team   | + 40’ 49”   |

### Soutěž týmů
| Pořadí | Tým                                      | Čas         |
| ------ | ---------------------------------------- | ----------- |
| 1      | Astana                                   | 76h 02’ 04” |
| 2      | Team Sky                                 | + 39”       |
| 3      | Bahrain–Merida                           | + 43”       |
| 4      | Bora–Hansgrohe                           | + 1’ 41”    |
| 5      | Bora–Hansgrohe                           | + 2’ 52”    |
| 6      | Team Katusha–Alpecin                     | + 4’ 55”    |
| 7      | Movistar Team                            | + 9’ 02”    |
| 8      | Quick-Step Floors                        | + 9’ 16”    |
| 9      | BMC Racing Team                          | + 16’ 29”   |
| 10     | EF Education First–Drapac p/b Cannondale | + 20’ 00”   |